# Копленд, Джеймс
Джеймс Копленд (англ. James Copland; 1791—1870) — английский врач.
Член Лондонского королевского общества (1833).
Был известен своим популярным медицинским словарём: «Dictionary of practical medicine» (Лондон, 1833—1858). Другие труды Копленда: «Outlines of pathology and practical medicine» (1822); «Elements of physiology» (Л., 1829); «Of pestilential cholera» (Л., 1832); «Of the causes, nature and treatment of palsy and apoplexy» (1850); «The forms, complications, causes, prevention out treatment of consumption and bronchitis» (1861).